# Leopold Prowe

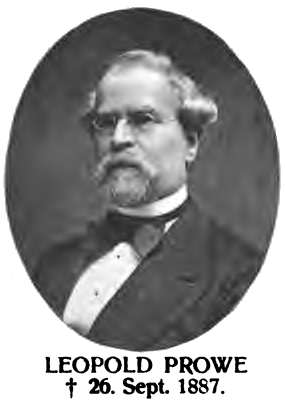
Leopold Prowe

Leopold Friedrich Prowe (* 14. Oktober 1821 in Thorn; † 26. September 1887 ebenda) war ein deutscher Gymnasiallehrer und Historiker. Er wurde besonders für seine Forschungen über den ebenfalls zu Thorn geborenen Nicolaus Copernicus bekannt. Prowes umfassende Biografie wurde unter dem Titel Nicolaus Coppernicus veröffentlicht.

## Leben und Werk
Prowe war Sohn des Thorner Ratsherrn Prowe. Er bestand sein Abiturexamen mit 18 Jahren und ging dann zum weiteren Studium nach Leipzig. Prowe kehrte dann als Lehrer ans Thorner Gymnasium zurück und war 1853 an der Schaffung des Copernicus-Denkmals von Friedrich Tieck aus Berlin beteiligt, welche sich das Thorner Denkmalskomitee bei seiner Gründung als Ziel gesetzt hatte. Aus dem Komitee ging 1854 der Coppernicus-Verein für Wissenschaft und Kunst zu Thorn hervor, dessen Vorsitzender Leopold Prowe von 1870/71 bis zu seinem Tode war.
War beim Denkmal die Frage der Nationalität des Astronomen noch ausgeklammert, so bezog Prowe angesichts der deutsch-polnischen Auseinandersetzungen und der „erneuten nationalen Demonstrationen der Polen“ 1859 Stellung und forderte, die Deutschen müssten ihre bisherige nationale Indifferenz gegenüber Copernicus beenden. 1864 wurde Maximilian Curtze sein Mitarbeiter, der von Ballenstedt nach Thorn zog und dort ebenfalls am Gymnasium lehrte.
Die Copernicus-Biografie von Prowe war die erste in zweihundert Jahren, die recht ausführlich und genau war. Sie gilt noch heute (2000) als unübertroffen. Die Neue Deutsche Biographie charakterisiert sie als „Standardwerk aufgrund der minutiösen Beschreibung und dem liberalen Standort des Autors, der keiner nationalen oder konfessionellen Ideologie verpflichtet ist.“ Davor gab es Dutzende von Copernicus-Biografien, u. a. die des Pierre Gassendi, sowie diverse polnische Werke, die im Zuge der Teilungen Polens ab 1772, in deren Folge Polen ab 1795 ganz von den Landkarten verschwand, die nationalen polnischen Interessen im Exil vertraten. Daher galt Copernicus bei manchen als Pole, bis Prowe und andere dem entgegenwirkten. Prowe bereiste für seine Studien mehrere Länder, um die noch erhaltenen originalen Urkunden zu besichtigen. Außerdem hatte er durch die Stellung seines Vaters guten Zugang zu den Thorner Dokumenten.
Prowe berichtete ebenfalls von der Fehlinformation des Bibliothekars Nicolaus Comnenus Papadopoli von 1726 über eine angebliche Sichtung einer Eintragung von Copernicus in einer Natio Polonia in Padua. Dies wurde von Carlo Malagola um 1880 aufgedeckt. Der schon 1876 erfolgte Eintrag zu Copernicus in der Allgemeinen Deutschen Biographie hatte noch die Darstellung von Papadopoli übernommen, aber auch die von Malagola nachgewiesene Einschreibung in der deutschen Nation zu Bologna erwähnt. Im Jahr 1880 wurde Prowe zum Mitglied der Leopoldina gewählt.
Prowe schrieb außerdem über den Weinanbau im Preußenland.
Seit 1973, dem 500. Geburtsjahr des Astronomen, wird Prowes Werk durch die Nicolaus Copernicus Gesamtausgabe fortgesetzt.

## Werke (Auswahl)
- Zur Biographie von Nicolaus Copernicus, Thorn 1853, books.google.de
- Mittheilungen aus schwedischen Archiven und Bibliotheken, Berlin 1853 (Google Books).
- Nicolaus Copernicus in seinen Beziehungen zu dem Herzoge Albrecht von Preussen. Vortrag gehalten in der öffentlichen Sitzung des Copernicus-Vereins für Wissenschaft und Kunst am 19. Februar 1855, Thorn 1855  (Google Books).
- Die Pulverexplosion in Thorn i. J. 1807. In: Neue Preußische Provinzial-Blätter. Dritte Folge. Band 10, Königsberg 1865, S. 156–159 (Google Books)
- Die Wiedervereinigung Thorn’s mit Preußen. In: Neue Preußische Provinzial-Blätter. Dritte Folge. Band 10, Königsberg 1865, S. 93–103 (Google Books).
- Mittheilungen des Thorner Residenten am Warschauer Hofe, Dr. S. L. v. Geret (1765–1773). In: Neue Preußische Provinzial-Blätter. Dritte Folge. Band 10, Königsberg 1865, S. 509–530 (Google Books); Band 11, Königsberg 1866, S. 541–572 (Google Books).
- Mittheilungen des Thorner Residenten am Warschauer Hofe, Dr. S. L. von Geret (1769–1773). In: Zeitschrift für Preußische Geschichte und Landeskunde, Band 5, Berlin 1868, S. 406–446 (Google Books) und S. 653–678 (Google Books).
- Das Thorner Blutbuch von 1566–1669. In: Neue Preußische Provinzial-Blätter. Dritte Folge. Band 11, Königsberg 1866, S. 122–123 (Google Books).
- Über den Sterbeort und die Grabstätte des Copernicus. In: Neue Preußische Provinzial-Blätter. Dritte Folge, Band 11, Königsberg 1866, S. 213–245 (Google Books).
- Das Andenken des Copernicus bei der dankbaren Nachwelt. In: Neue Preußische Provinzial-Blätter. Dritte Folge, Band 11, Königsberg 1866, S. 353–402 (Google Books).
- Coppernicus als Arzt, in: Leopoldina, Jahrgang 1879, Halle an der Saale 1879, S. 29–32 (Google Books), S. 42–45 (Google Books), S. 69–72 (Google Books), S. 85–88 (Google Books), S. 94–97 (Google Books), S. 141–144 (Google Books) und S. 148–151 (Google Books).
- Nicolaus Coppernicus. Zwei Bände. Weidmannsche Buchhandlung, Berlin 1883–1884
  - Band 1, Teil 1; archive.org.
  - Band 1, Teil 2; archive.org.
  - Band 2; archive.org.